# Iruvakki, Sagar
Iruvakki là một làng thuộc tehsil Sagar, huyện Shimoga, bang Karnataka, Ấn Độ.